# Лобовка (Оренбургская область)
Лобовка — село в Бугурусланском районе Оренбургской области в составе Елатомского сельсовета.

## География
Находится на расстоянии примерно 9 километров по прямой на северо-восток от центра города Бугуруслан.

## Население
Население составляло 81 человека в 2002 году (русские 85%), 68 по переписи 2010 года.